# グランビル駅

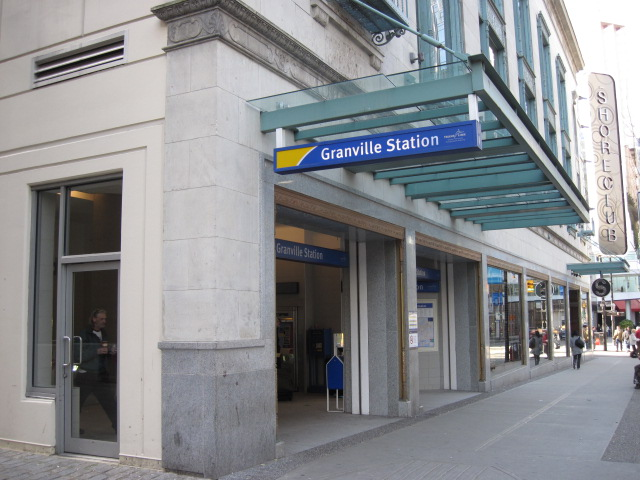
グランビル駅・ダンズミュア通り側出口

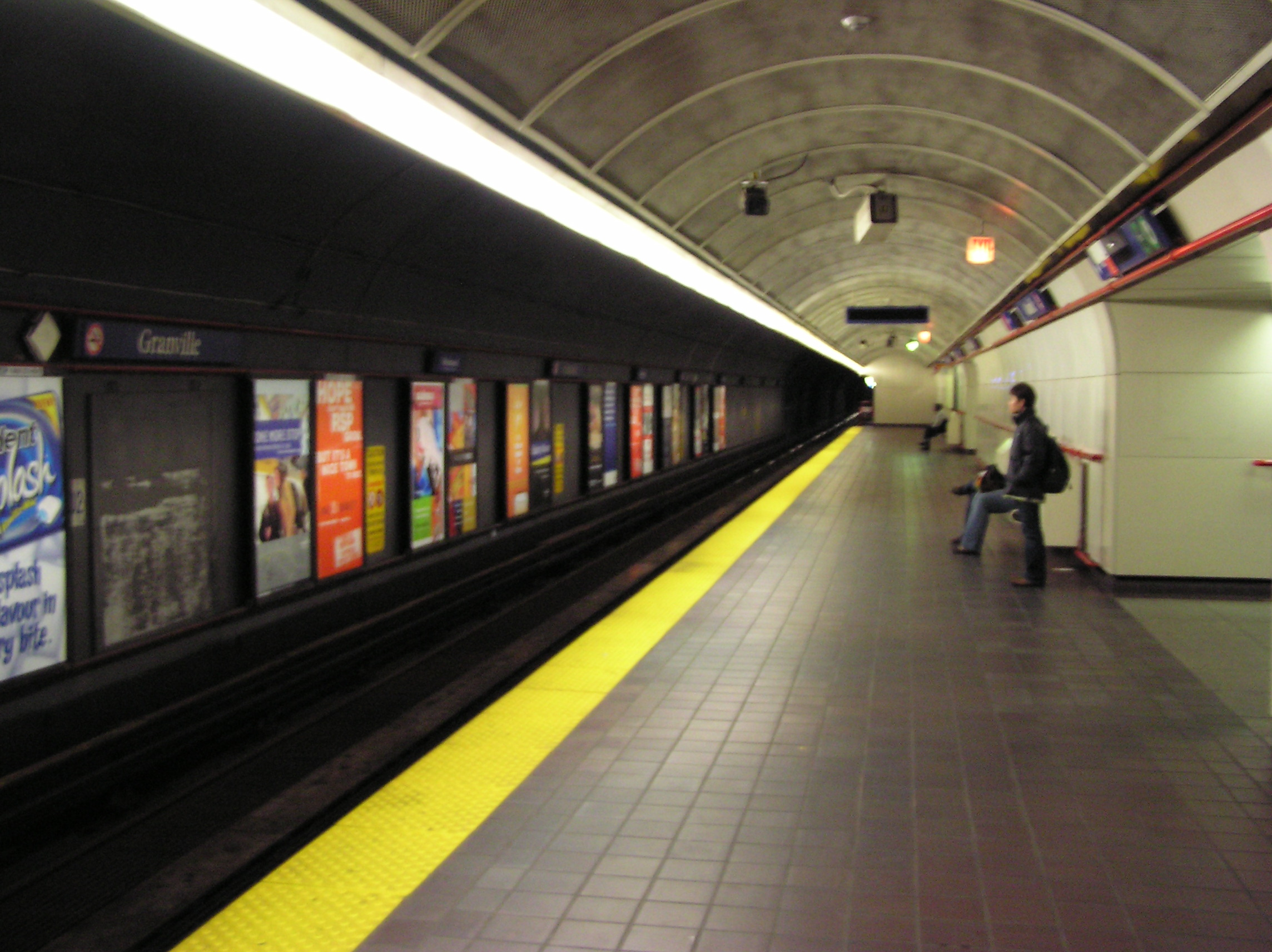
駅ホーム

グランビル駅（英：Granville Station）はスカイトレインの駅のひとつで、カナダのブリティッシュコロンビア州西南部、バンクーバーのダウンタウン内にある。駅構内はカナダの大手百貨店ザ・ベイの店舗と連結している。
1985年12月11日に開業した。

## 利用可能な路線
| ホーム | 路線            | 行先                                        |
| ------ | --------------- | ------------------------------------------- |
| 1      | ■エキスポライン | ウォーターフロント駅方面                    |
| 2      | ■エキスポライン | プロダクション・ウェイ-ユニバーシティ駅方面 |
| 2      | ■エキスポライン | キング・ジョージ駅方面                      |

## 駅周辺
- ザ・ベイ
- パシフィック・センター
- ザ セント レジス ホテル（マリオット・インターナショナルが展開するホテルブランドのセントレジスとは無関係）
- セブン-イレブン

## 隣の駅
■ エキスポ・ライン
バラード駅 - グランビル駅 - スタジアム-チャイナタウン駅